# 挙国一致臨時政府

ポーランド共和国
Rzeczpospolita Polska (ポーランド語)

国歌: Mazurek Dąbrowskiego（ポーランド語）
ポーランドは未だ滅びず

冷戦中のポーランド人民共和国の位置

挙国一致臨時政府（きょこくいっちりんじせいふ、ポーランド語: Tymczasowy Rząd Jedności Narodowej、TRJN）は、1945年6月28日にソビエト連邦が支援する暫定政府を改造し、国家全国評議会の布告によって成立した傀儡政権である。

## 解説
TRJNは、ロンドンに拠点を置くポーランド亡命政府の元首相、スタニスワフ・ミコワイチクに近い政界の政治家を参加させ、ポーランド労働者党によって設立されたポーランド共和国臨時政府を改造したものである。なお、ポーランド亡命政府はTRJNを承認していなかった。
1947年1月に行われた選挙では、共産主義者が多数を占めた。同年1月19日にTRJNは解散し、ポーランド政府の権限を新政府に譲渡した。

## 参考
- Davies, Norman, 1982 and several reprints. God's Playground. 2 vols. New York: Columbia Univ. Press. ISBN 0-231-05353-3 and ISBN 0-231-05351-7